# .357 SIG
Les cartouches de pistolet .357 SIG sont un produit de la fabrique d'armes à feu suisse Sig-Sauer, en collaboration avec le fabricant de munitions américain Federal Cartridge (en).

## Présentation
En 1994, SIGARMS, filiale américaine de SIG à l'époque, développe en partenariat avec Federal Cartridge (en), une munition de calibre .357 (9,06 mm). L'objectif était de créer une munition de pistolet automatique puissante, comparable au .357 Magnum dont l'étui à bourrelet la rend peu adapté au chargement dans un pistolet mais avec un recul inférieur. En conséquence, les différents chargements comportent une balle plus légère mais aussi plus rapide. En conséquence, outre son énergie cinétique élevée, la munition présente une trajectoire plus tendue qu'une munition plus conventionnelle comme la 9 mm Parabellum sans pour autant atteindre les performances d'une .357 Magnum chargée avec une balle de 8 grammes.
L'étui de la nouvelle munition est basé sur celui du .40 S&W, rétreint en forme de bouteille pour recevoir le projectile de 9 mm.

## Caractéristiques et balistique
- Diamètre de la balle : 8,97 mm
- Longueur de la douille : 22 mm
- Longueur totale : 29 mm
- Masse du projectile : de 7,5 à 9,5 grammes
- Vitesse initiale : 410  à   490 m/s
- Énergie cinétique initiale : 560  à   819 J

## Comparaisons du .357 SIG
Ce tableau présente les caractéristiques balistiques des munitions d'armes de poing les plus connues. La performance utile typique se base sur les caractéristiques des munitions standard du marché les plus fréquemment rencontrées, ceci à titre de comparaison.
La performance d'une munition, c'est-à-dire son impact sur la cible s'exprime en joules selon la formule E = 1/2 M.V2 où M est la masse et V la vitesse de la balle
Le recul ressenti dans l'arme, se mesure lui par la quantité de mouvement exprimée en kg m/s selon la formule Q = M.V
Ainsi une munition de calibre .45 ACP a une performance comparable à une munition de 9 mm Luger (environ 510 J), mais provoque un recul supérieur (3,87 kg m/s contre 2,89 kg m/s)
|                                        | Données balistiques (munitions du marché) | Données balistiques (munitions du marché) | Données balistiques (munitions du marché) | Données balistiques (munitions du marché) | Données balistiques (munitions du marché) | Données balistiques (munitions du marché) | Données balistiques (munitions du marché) | Données balistiques (munitions du marché) | Données balistiques (munitions du marché) | Données balistiques (munitions du marché) | performance utile typique* | performance utile typique* | performance utile typique* | performance utile typique* |
| Caractéristique                        | Diamètre balle                            | Diamètre balle                            | longueur cartouche                        | longueur douille                          | poids balle                               | poids balle                               | vitesse min                               | vitesse max                               | Énergie min                               | Énergie max                               | Poids                      | Vitesse                    | Énergie                    | Recul                      |
| -------------------------------------- | ----------------------------------------- | ----------------------------------------- | ----------------------------------------- | ----------------------------------------- | ----------------------------------------- | ----------------------------------------- | ----------------------------------------- | ----------------------------------------- | ----------------------------------------- | ----------------------------------------- | -------------------------- | -------------------------- | -------------------------- | -------------------------- |
| unité                                  | mm                                        | pouce                                     | mm                                        | mm                                        | g                                         | Grain                                     | m/s                                       | m/s                                       | J                                         | J                                         | grain                      | m/s                        | J                          | kg m/s                     |
| Munitions de pistolet semi-automatique |                                           |                                           |                                           |                                           |                                           |                                           |                                           |                                           |                                           |                                           |                            |                            |                            |                            |
| .22 LR                                 | 5,56                                      | .223                                      | 25,40                                     | 15,60                                     | 1,9 - 2,6                                 | 30 - 40                                   | 370                                       | 500                                       | 180                                       | 260                                       | 32                         | 440                        | 200                        | 0,91                       |
| 7,65 mm Browning                       | 7,94                                      | .313                                      | 25                                        | 17,30                                     | 4-5                                       | 62-77                                     | 280                                       | 335                                       | 170                                       | 240                                       | 73                         | 318                        | 239                        | 1,50                       |
| 7,62 × 25 mm TT                        | 7.85                                      | .309                                      | 35.20                                     | 25                                        | 5,5                                       | 85                                        | 376                                       | 482                                       | 390                                       | 655                                       | 85                         | 420                        | 540                        | 3,20                       |
| 9 mm court                             | 9,01                                      | .355                                      | 25                                        | 17,30                                     | 6                                         | 90                                        | 290                                       | 350                                       | 280                                       | 360                                       | 90                         | 300                        | 260                        | 1,72                       |
| 9 mm Luger                             | 9,01                                      | .355                                      | 29,70                                     | 19,15                                     | 8-12                                      | 124-180                                   | 330                                       | 400                                       | 480                                       | 550                                       | 124                        | 360                        | 520                        | 2,89                       |
| 9 mm Imi                               | 9,01                                      | .355                                      | 29,70                                     | 21,15                                     | 8-12                                      | 124-180                                   | 330                                       | 400                                       | 480                                       | 550                                       | 124                        | 360                        | 520                        | 2,89                       |
| .38 super auto                         | 9,04                                      | .356                                      | 32,51                                     | 22,86                                     | 8-10                                      | 124-154                                   | 370                                       | 430                                       | 570                                       | 740                                       | 130                        | 370                        | 580                        | 3,12                       |
| .357 SIG                               | 9,06                                      | .357                                      | 28,96                                     | 21,97                                     | 6,5-8                                     | 100-124                                   | 410                                       | 490                                       | 690                                       | 820                                       | 125                        | 413                        | 692                        | 3,34                       |
| .40 S&W                                | 10,17                                     | .400                                      | 28,80                                     | 21,60                                     | 8,7-13                                    | 135 - 200                                 | 300                                       | 340                                       | 500                                       | 700                                       | 180                        | 295                        | 510                        | 3,44                       |
| 10 mm Auto                             | 10,17                                     | .400                                      | 32,00                                     | 25,20                                     | 9-15                                      | 140 - 230                                 | 350                                       | 490                                       | 680                                       | 960                                       | 180                        | 380                        | 996                        | 4,82                       |
| .45 ACP                                | 11,43                                     | .450                                      | 32,40                                     | 22,80                                     | 11-15                                     | 170 - 230                                 | 255                                       | 340                                       | 480                                       | 670                                       | 230                        | 260                        | 510                        | 3,87                       |
| .45 GAP                                | 11,43                                     | .450                                      | 27,20                                     | 19,20                                     | 11-15                                     | 170 - 230                                 | 255                                       | 340                                       | 480                                       | 670                                       | 200                        | 310                        | 624                        | 4,03                       |
| .454 Casull                            | 11,48                                     | .452                                      | 45,00                                     | 35,10                                     | 16 - 26                                   | 240 - 400                                 | 430                                       | 580                                       | 2300                                      | 2600                                      | 300                        | 500                        | 2460                       | 9,72                       |
| .50 AE                                 | 12,70                                     | .500                                      | 40,90                                     | 32,60                                     | 19 - 21                                   | 300 - 325                                 | 440                                       | 470                                       | 1900                                      | 2200                                      | 300                        | 470                        | 2150                       | 9,13                       |
| Munitions de revolver                  |                                           |                                           |                                           |                                           |                                           |                                           |                                           |                                           |                                           |                                           |                            |                            |                            |                            |
| .22 LR                                 | 5,56                                      | .223                                      | 25,40                                     | 15,60                                     | 1,9 - 2,6                                 | 30 - 40                                   | 370                                       | 500                                       | 180                                       | 260                                       | 32                         | 440                        | 200                        | 0,91                       |
| .22 Magnum                             | 5,56                                      | .223                                      | 34,30                                     | 26,80                                     | 1,9 - 3,2                                 | 30 - 50                                   | 470                                       | 700                                       | 410                                       | 440                                       | 40                         | 572                        | 430                        | 1,48                       |
| .38 Special                            | 9,06                                      | .357                                      | 39,00                                     | 29,30                                     | 8-10                                      | 124-154                                   | 270                                       | 350                                       | 300                                       | 450                                       | 158                        | 295                        | 435                        | 3,02                       |
| .357 Magnum                            | 9,06                                      | .357                                      | 40,00                                     | 33,00                                     | 8-12                                      | 124-180                                   | 380                                       | 520                                       | 780                                       | 1090                                      | 158                        | 395                        | 796                        | 4,04                       |
| .41 Magnum                             | 10,40                                     | .410                                      | 40,40                                     | 32,80                                     | 11 - 17                                   | 170 - 260                                 | 380                                       | 480                                       | 900                                       | 1800                                      | 210                        | 375                        | 956                        | 5,10                       |
| .44 Magnum                             | 10,90                                     | .429                                      | 41,00                                     | 32,60                                     | 16 - 22                                   | 240 - 340                                 | 350                                       | 450                                       | 1000                                      | 1800                                      | 240                        | 360                        | 1010                       | 5,59                       |
| .460 S&W Magnum                        | 11,48                                     | .452                                      | 58,40                                     | 46,00                                     | 13 - 26                                   | 200 - 400                                 | 465                                       | 700                                       | 2700                                      | 3800                                      | 260                        | 630                        | 3340                       | 10,64                      |

## Utilisation
Cette munition est utilisée notamment sur les armes à feu suivantes :
- Glock 31
- SIG P229
- HK USP

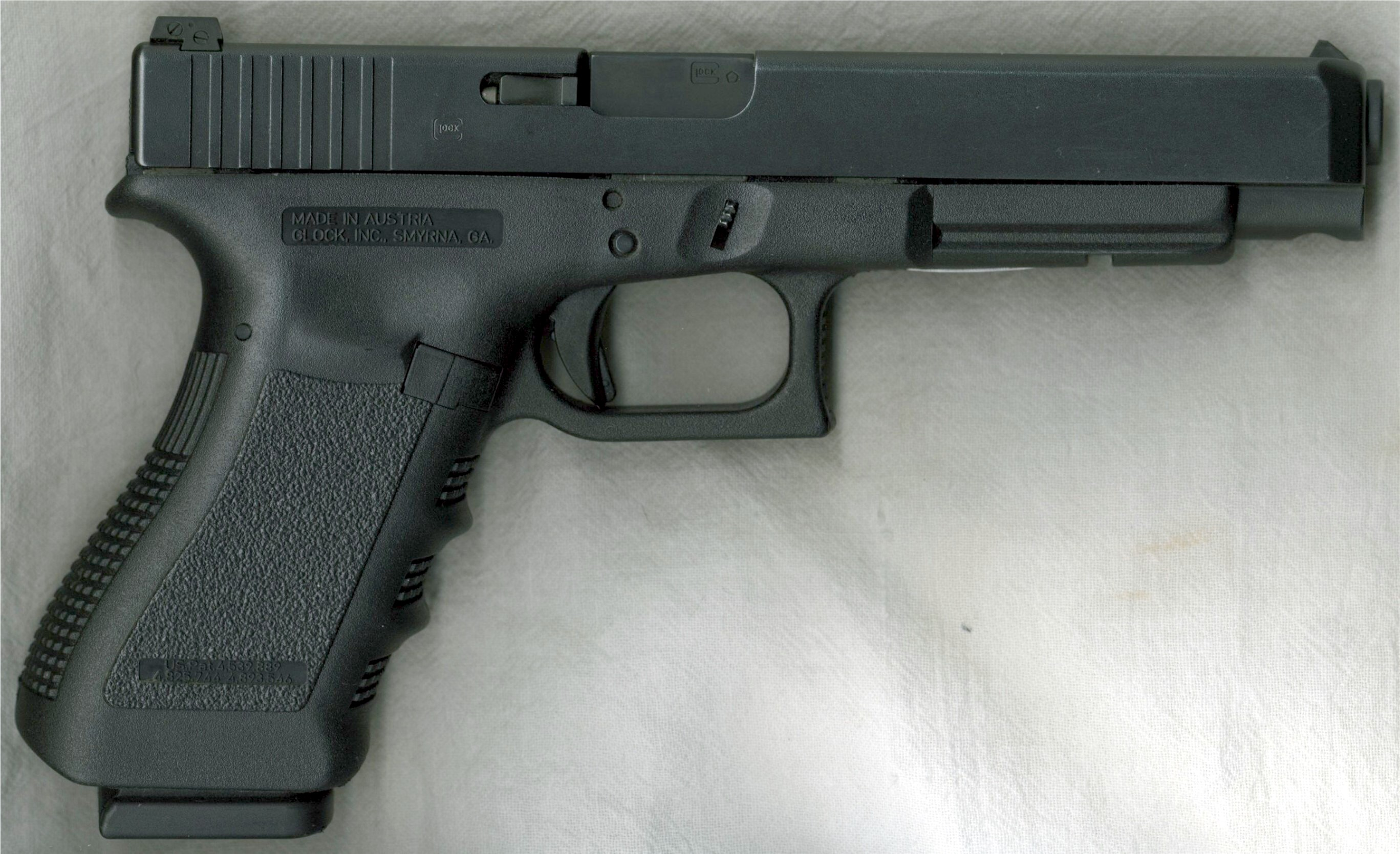
Glock 31 (Full-Size)
- Glock 32 (Compact)
- Glock 33 (Sub-Compact)
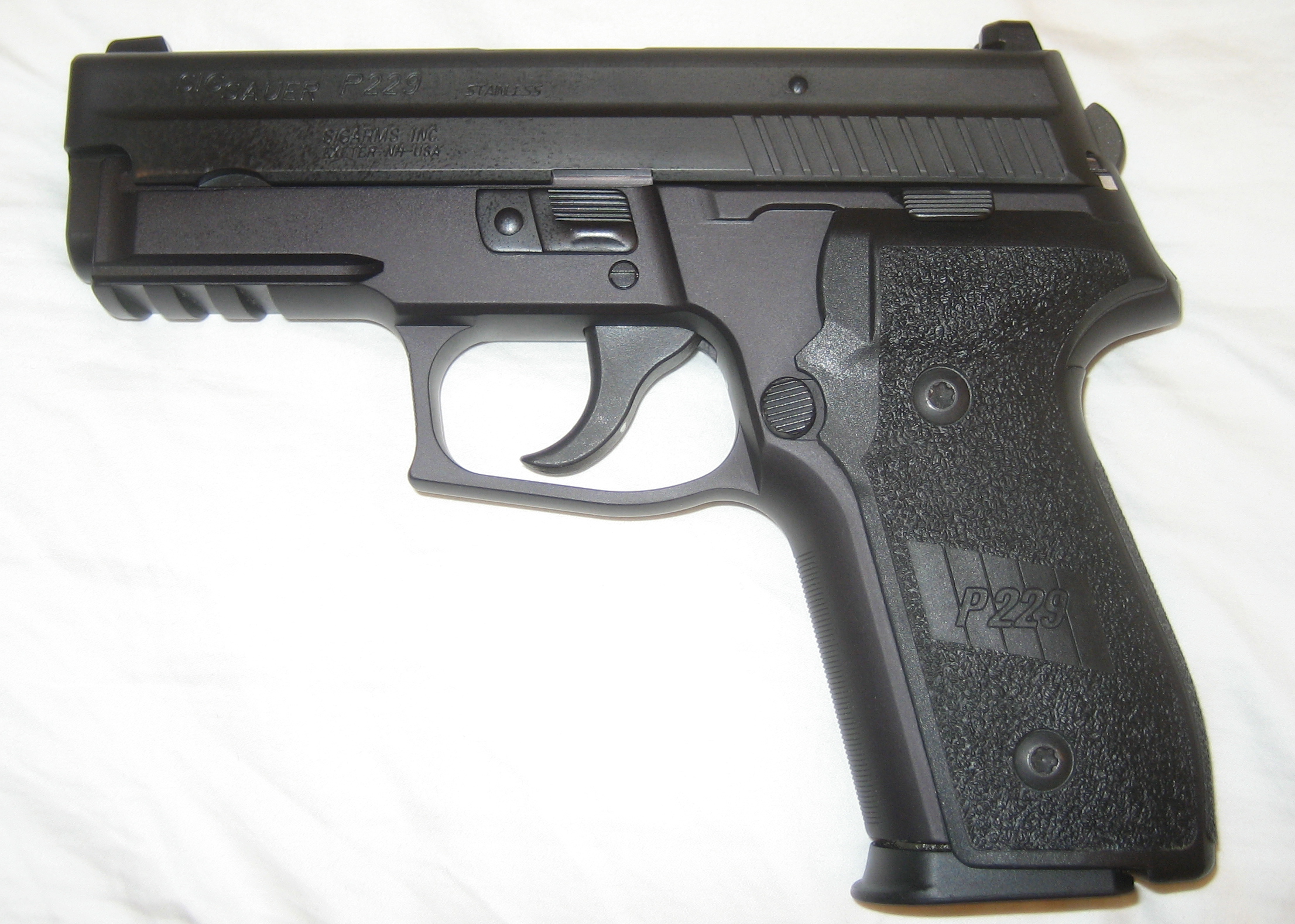
SIG P226/P226R DAK (Full-Size)
- SIG P229 (Compact)
- SIG P239 (Sub-Compact)
- SIG-SAUER P-229 Sport (Stainless)
- SIG SP2340 (Polymer Compact)
- SIG SP2022 (Polymer Compact)
- Springfield Armory XD 4 in (102 mm) « Service »
- Springfield Armory XD 5 in (127 mm) « Tactical »
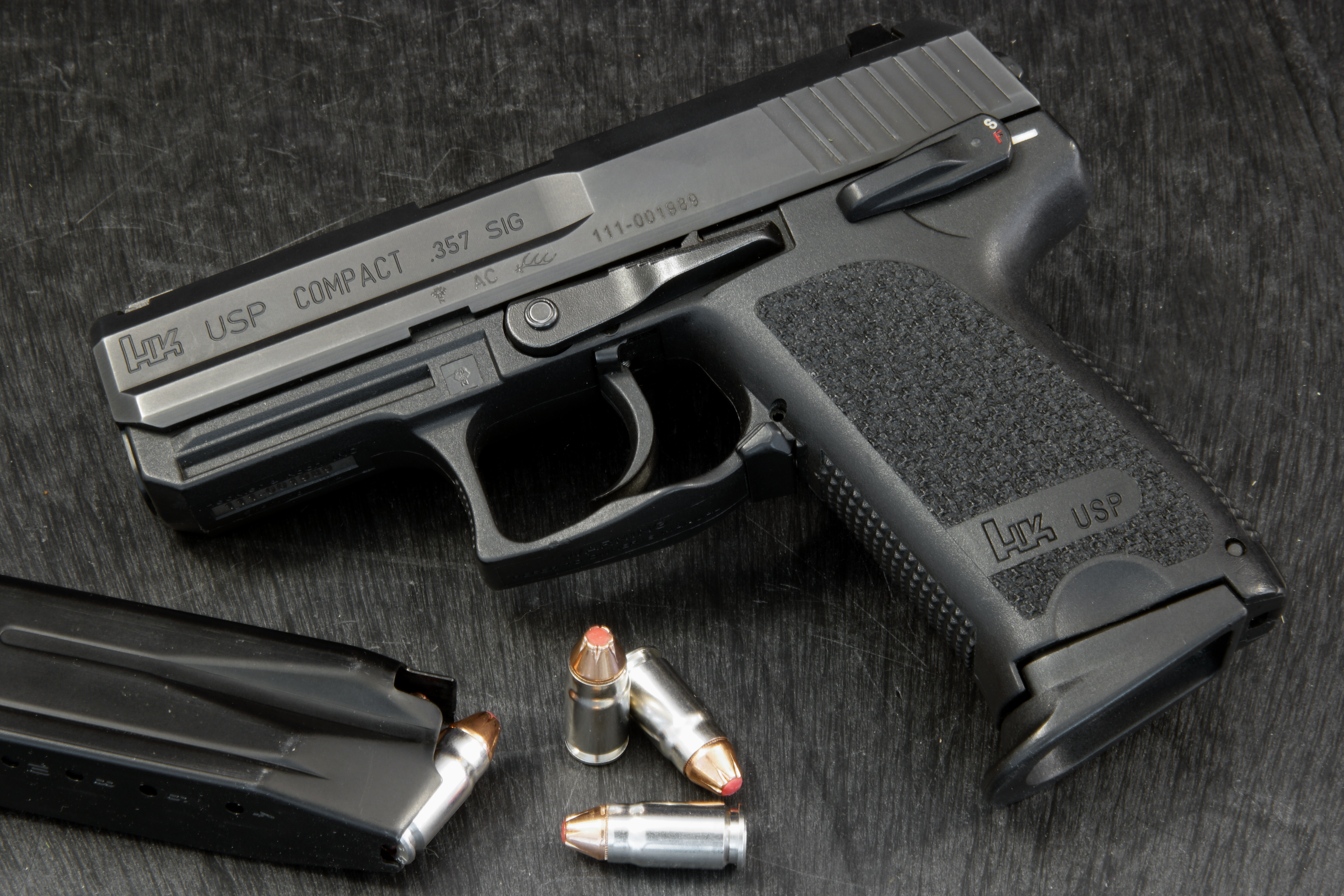
Heckler & Koch USP Compact (Compact)
- Heckler & Koch P2000 (Compact)
- Heckler & Koch P2000SK (Sub-Compact)
- Steyr M357 A-1 (Full-Size)
- Smith & Wesson M&P357 (Full-Size and Compact)
- Walther P99 (Full-Size) : Walther n'a jamais produit de version .357 SIG pour le P99. Cependant, grâce à un changement de canon, la version .40 pouvait facilement être convertie.
- Kel-Tec P-40

## Synonymes
- 9 x 22 MJR (appellation métrique)
- .357 Auto
- .357 Automag